# 梧木駅
梧木駅（オモクえき）は大韓民国京畿道水原市勧善区にかつて存在した水仁線の鉄道駅（廃駅）である。
同線唯一のトンネルであった花山トンネルの東側（現・梧木川洞青丘2次アパート付近）に位置していたと推定される。日本統治時代に廃止されたとみられる。

## 歴史
- 1937年8月5日 - 停留場として開業[1]
- 日本統治時代（時期不明） - 廃止